# ひるカフェ
『ひるカフェ』は、2009年4月3日から2013年9月27日までサンテレビで放送されていた情報番組である。

## 概要
主婦と女性をターゲットにした番組で、「旅」と「カルチャー」を2本柱としていた。「旅」は、出演者たちが兵庫県内各地を旅し、現地の良い点や現地在住者たちの生活ぶりを紹介する様を言い表したものである。対して「カルチャー」は、視聴者にとって耳寄りな情報を取り上げ、彼女たちの知的好奇心を満たす様を言い表している。
番組は、毎回サンテレビ本社スタジオから生放送されていた。一般人のスタジオ観覧も可能となっていたが、応募は女性のみの少人数グループに限られていた。

## 放送時間
いずれも日本標準時。
- 金曜 13:00 - 14:25 （2009年4月3日 - 2010年3月26日）
- 金曜 13:55 - 15:25 （2010年4月2日 - 2013年9月27日） - 移動とともに放送枠が5分拡大。

## 出演者

### 番組終了時の出演メンバー
- おかけんた（おかけんた・ゆうた）
- 早坂好恵
- 影谷かおり（サンテレビアナウンサー）
- 高島裕子
- 前田勝久
- 女と男 - ロケコーナーのリポーターも兼務。

### 途中まで出演していたメンバー
- 田中良子[2]（2009年4月3日 - 2010年3月26日）
- 貴羽右京[2]（2009年4月3日 - 2010年3月26日）
- 大八木文香[2]（2009年4月3日 - 2010年3月26日）
- 東真由美[2]
- 上本京[2]
- 増田倫子（桜）[2]
- 春野恵子（2010年4月2日 - 2012年3月30日）
- 野上マヤ（2010年4月2日 - 2012年3月30日）

## コーナー

### 番組終了時のコーナー
- 特集カフェ
- 美ingカフェ
- ゲストカフェ
- 兵庫おもしろカフェ
- お天気カフェ

### 途中まで実施していたコーナー
- 右京の虎カフェ

## スタッフ
- 構成：杉本士郎（プランニングエッグ）
- TD：福本有紀夫
- CAM：草薙和人
- VTR：政田謙次
- VE：水野泰信
- MIX：岩本雅秀
- LD：森重栄次郎
- タイトル：大野裕佑
- メイク：西川芳子
- 美術：三原絵莉菜（毎日舞台）
- スタイリスト：宮武悦子
- TK：金村真希
- 取材CAM：村田文雄
- ディレクター：久保仁、豊川幸宏、家村栄輝
- プロデューサー：石浜真司
- 協力：P-CUBE、サン神戸映画社
- 製作著作：サンテレビジョン